# 聶夷中
聶夷中（837年—884年），字坦之，河东(今山西运城)人。唐朝诗人，代表作有《咏田家》、《田家二首》、《短歌》、《早发邺北经古城》、《杂怨》等，其中以《咏田家》和《田家二首》（其一）流传最广。
生年不詳。出身貧寒，“奮身草澤，備嘗辛楚”，由於兵革多務，時局動亂，久居長安，“皂裘已弊，黄粮如珠”。咸通十二年（871年）辛卯科禮部侍郎高湜下李筠榜中進士，同榜還有許棠、公乘億。聶夷中官至華陰（今陕西省华阴县东南）尉，到任时，除琴书外，身无餘物。其詩多五言之作，如《傷田家》、《公子行》等，多諷喻時政、反映农民疾苦。另外，他可能也是《悯农》詩的原作者。《唐才子傳》稱他“傷俗憫時”、“警省之辭，裨補政治”。一說卒於后梁初年。